# Alessandro Allori

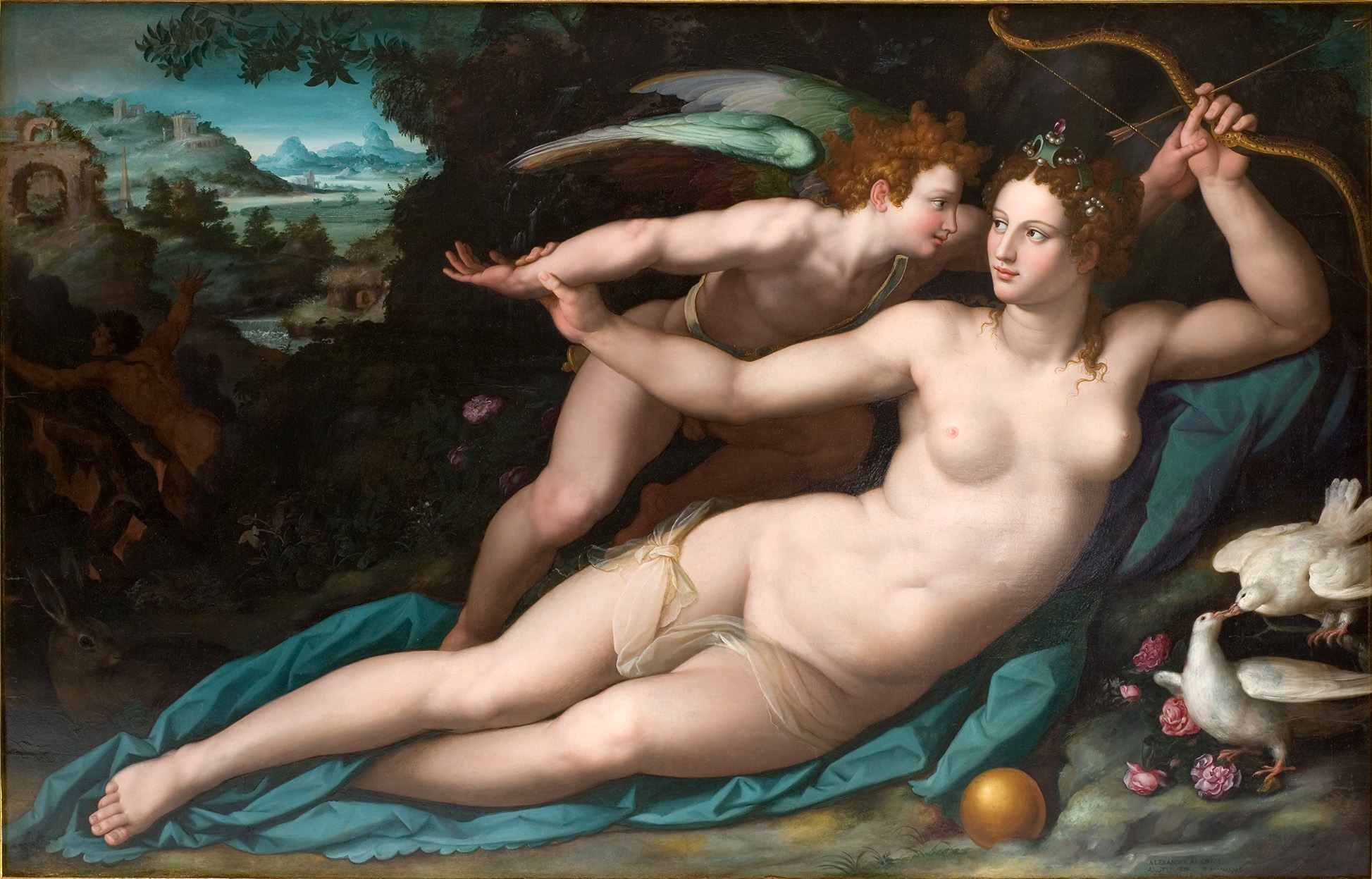
Venus şi Cupidon de Alessandro Allori

Alessandro Allori  (n. 31 mai 1535, Florența, Ducatul Florenței⁠(d) – d. 22 septembrie 1607, Florența, Marele Ducat de Toscana), pictor italian al Manierismului.
Ca pictor oficial la curtea familiei Medici, a decorat cu fresce mai multe săli din palatele acesteia, într-un stil ce îmbină alura monumentală a operei lui Michelangelo cu armonia
compozițiilor lui Rafael, filtrate prin viziunea lui Bronzino al cărui elev a
fost. Lucrări importante: Cina Cleopatrei, Pescuitul perlelor.